# オリンピコ劇場

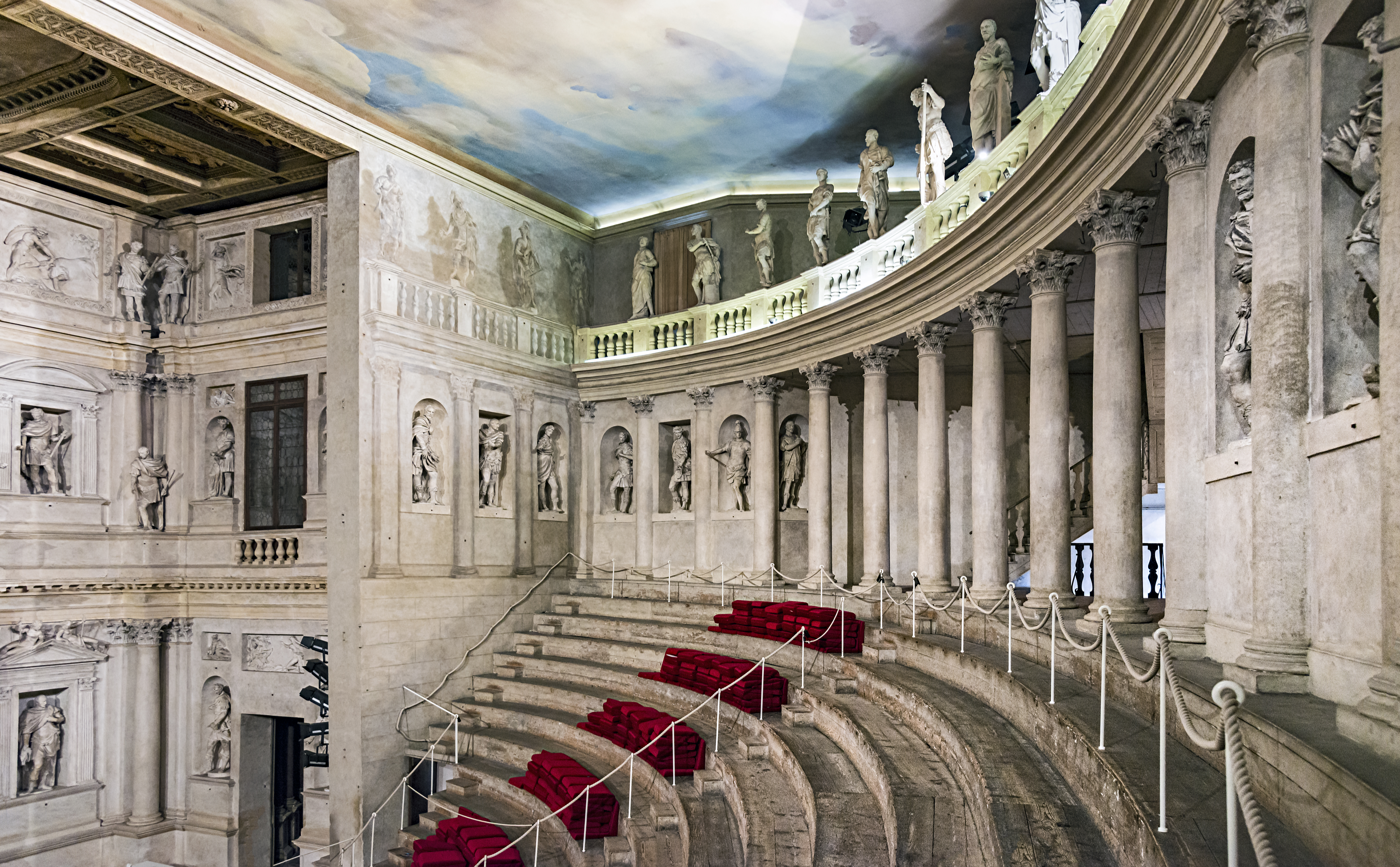
オリンピコ劇場

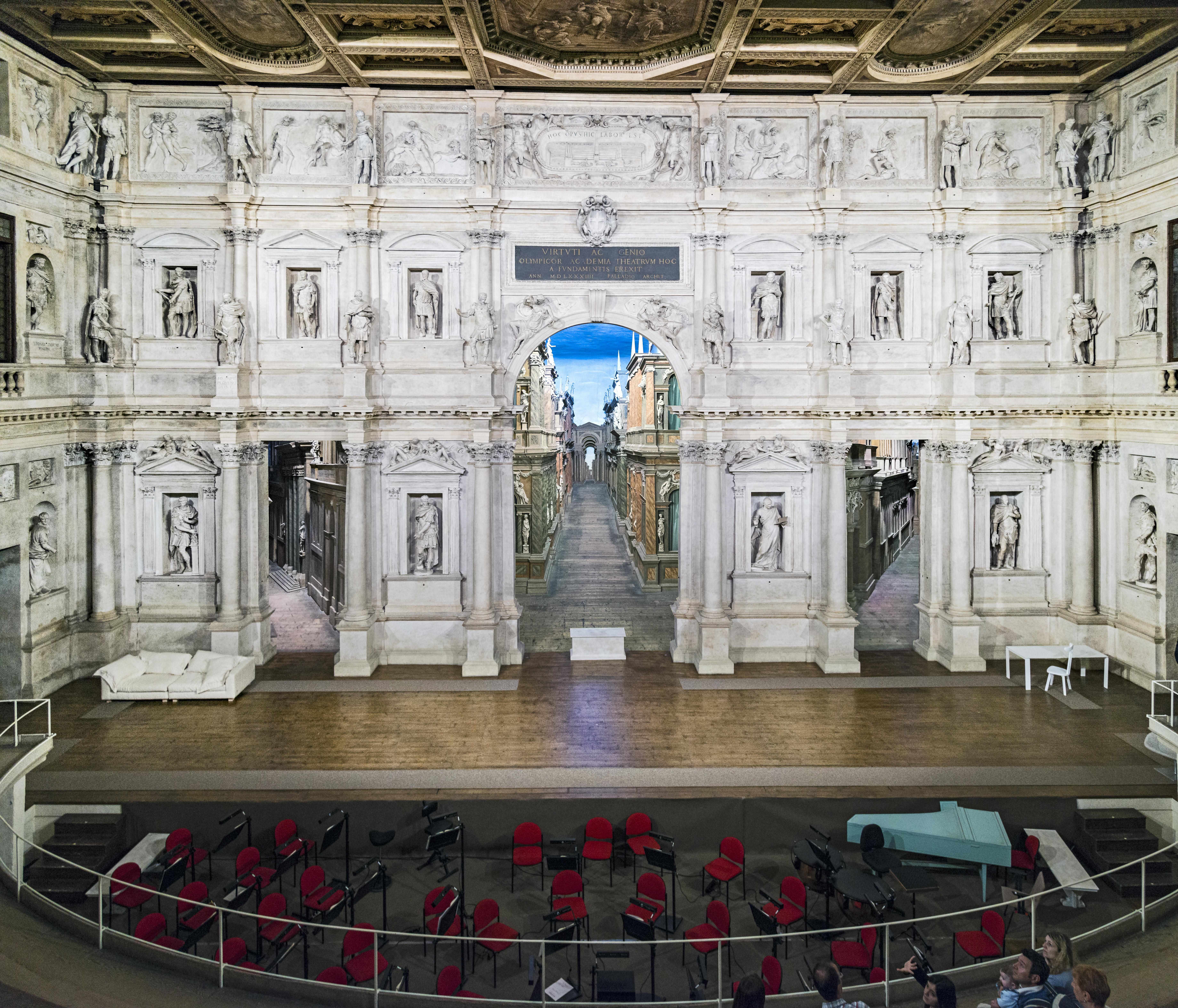
オリンピコ劇場のスカエナエ・フロンス

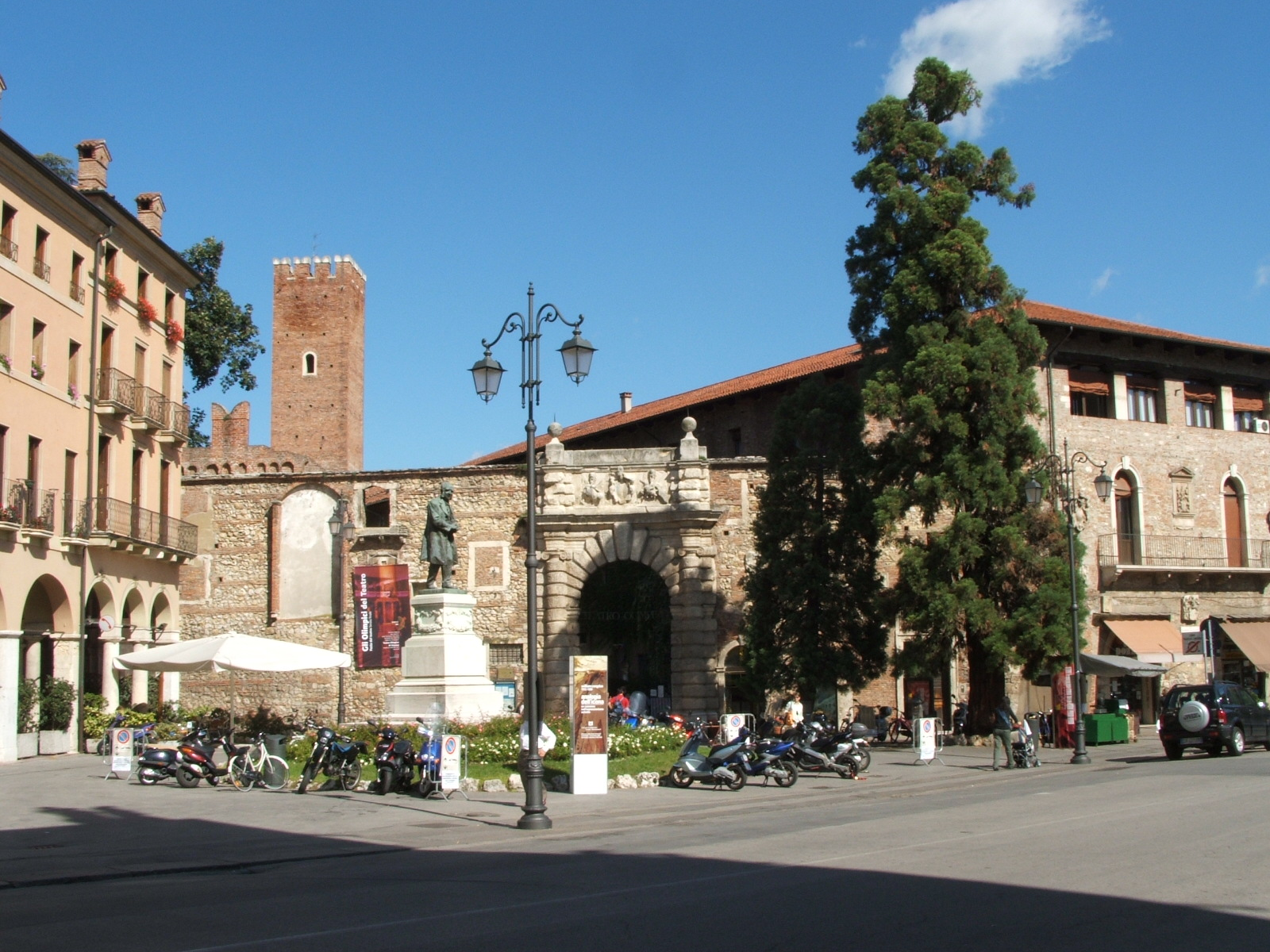
マテオッティ広場からみた13世紀の城の門（中庭に劇場がある）

オリンピコ劇場（イタリア語: Teatro Olimpico）は、イタリアのヴィチェンツァにある劇場。古代ローマの野外劇場を模した劇場が屋内施設として造られており、ルネサンス期の著名な建築家アンドレーア・パッラーディオの設計により1580年から1585年に建てられた。日本語でテアトロ・オリンピコと表記されることもある。

## 概要
オリンピコ劇場は13世紀に建てられた城の中庭に造られている。1555年、芸術家や街の有力者が文化活動の拠点としてアカデミア・オリンピカ（Accademia Olimpica）を創設し、1579年に建築家アンドレーア・パッラーディオが古代ローマの劇場を模した恒久建築を提案した。1580年2月より建設が始まるが、アンドレーア・パッラーディオはその数カ月後に死去する。設計監理はアンドレーア・パッラーディオの息子のシッラ（Silla）の手を経て建築家ヴィンチェンツォ・スカモッツィに引き継がれた。劇場は1585年に落成した。
劇場の形式は古代ローマ劇場のリヴァイヴァル形式であるが、客席にはカウェア（区画分け）が無く、また用地の問題から客席は半円形ではなく楕円形に配置されている。
舞台背景のスカエナエ・フロンスは、凱旋門風の列柱と彫像をはめ込んだ壁（レンガの上に漆喰を塗ったもの）で構成され、凱旋門の背後には古代ギリシアのテーバイの街路を再現した風景が木製で造られている。このテーバイの風景や空の雲は遠近法を用いて客席から立体的に見えるように構成されている。
オリンピコ劇場は世界で初めての屋内劇場であり、内装は木や漆喰で造られている。

## アクセス
- ヴィツェンツァ駅より市バス1,2,4,5,7,10系統に乗車しLeva' Degli Angeli（マテオッティ広場）下車
- ヴィツェンツァ駅より北東へ徒歩約1.3km